# Cocalus concolor
Cocalus concolor är en spindelart som beskrevs av Koch C.L. 1846. Cocalus concolor ingår i släktet Cocalus och familjen hoppspindlar. Inga underarter finns listade i Catalogue of Life.